# Puhaczówka
Puhaczówka (ukr. Пугачівка, Puhacziwka) – wieś na Ukrainie, w obwodzie rówieńskim, w rejonie dubieńskim, w hromadzie Młynów. W 2001 roku liczyła 585 mieszkańców.
Miejscowość obejmuje oddzielną dawniej wieś Dorohostaje (Dorostaje) Wielkie (Czeskie), która wzmiankowana była po raz pierwszy w 1545 roku.